# NGC 3626
إن جي سي 3626 (NGC 3626، ويعرف أيضا بكالدويل 40) وهي مجرة لولبية متوسطة الضيق و جرم كالدويل في كوكبة الأسد. وقد اكتشفه وليام هيرشل في 14 آذار / مارس عام 1784. انه يضيء بحجم +10.6/+10.9. واحداثياته السماوية هي را 11سا 20.1د, ديك